# Фор-Корнерс (Флорида)
Фор-Корнерс (англ. Four Corners, рус. Четыре угла), также известно под названием Ситрус-Ридж (англ. Citrus Ridge), — статистически обособленная местность, расположенная в округе Лейк (штат Флорида, США) с населением в 12 015 человек по статистическим данным переписи 2000 года.

## География
По данным Бюро переписи населения США, статистически обособленная местность Фор-Корнерс имеет общую площадь в 130,79 квадратных километров, из которых 121,21 кв. километров занимает земля и 9,58 кв. километров — вода. Площадь водных ресурсов округа составляет 7,32 % от всей его площади.

## Демография
По данным переписи населения 2000 года, в Фор-Корнерс проживало 12 015 человек, 3485 семей, насчитывалось 4909 домашних хозяйств и 8278 жилых домов. Средняя плотность населения составляла около 91,86 человек на один квадратный километр. Расовый состав населённого пункта распределился следующим образом: 86,90 % белых, 3,57 % — чёрных или афроамериканцев, 0,32 % — коренных американцев, 2,29 % — азиатов, 0,08 % — выходцев с тихоокеанских островов, 2,72 % — представителей смешанных рас, 4,12 % — других народностей. Испаноговорящие составили 15,60 % от всех жителей статистически обособленной местности.
Из 4909 домашних хозяйств в 25,1 % воспитывали детей в возрасте до 18 лет, 60,7 % представляли собой совместно проживающие супружеские пары, в 7,0 % семей женщины проживали без мужей, 29,0 % не имели семей. 20,2 % от общего числа семей на момент переписи жили самостоятельно, при этом 4,4 % составили одинокие пожилые люди в возрасте 65 лет и старше. Средний размер домашнего хозяйства составил 2,45 человек, а средний размер семьи — 2,82 человек.
Население статистически обособленной местности по возрастному диапазону по данным переписи 2000 года распределилось следующим образом: 19,9 % — жители младше 18 лет, 7,8 % — между 18 и 24 годами, 33,5 % — от 25 до 44 лет, 25,1 % — от 45 до 64 лет и 13,7 % — в возрасте 65 лет и старше. Средний возраст жителей составил 37 лет. На каждые 100 женщин в Фор-Корнерс приходилось 98,4 мужчин, при этом на каждые сто женщин 18 лет и старше приходилось 96,8 мужчин также старше 18 лет.
Средний доход на одно домашнее хозяйство статистически обособленной местности составил 44 855 долларов США, а средний доход на одну семью — 48 125 долларов. При этом мужчины имели средний доход в 30 725 долларов США в год против 26 073 доллара среднегодового дохода у женщин. Доход на душу населения статистически обособленной местности составил 44 855 долларов в год. 3,8 % от всего числа семей в населённом пункте и 5,2 % от всей численности населения находилось на момент переписи населения за чертой бедности, при этом 7,1 % из них были моложе 18 лет и 3,0 % — в возрасте 65 лет и старше.